# レンフェ114系電車
レンフェ114系電車（レンフェ114けいでんしゃ）は、スペインの国有鉄道であるレンフェが所有する高速鉄道向けの電車。標準軌（軌間1,435 mm）に対応した形式で、中距離列車「アバント（Avant）」に使用されている。製造メーカーのアルストムでは「ランサデラス2（Lanzaderas 2）」とも呼ばれている。

## 概要
レンフェが標準軌の高速鉄道路線で運行する中距離列車「アバント」の路線網拡大を目的に製造された電車。アルストムが展開する高速電車「ペンドリーノ」の1車種で、2004年にアルストムとCAFのコンソーシアムとの間に製造契約が結ばれたが、その後当初の30編成から13編成へ発注両数が削減されている。
基本的な構造は、先に導入された標準軌向けの「ペンドリーノ」である104系に基づいており、編成（4両編成）や編成定員（着席定員236人 + 車椅子スペース1人分）は104系と同様である。一方で車体形状は104系から一新しており、流線形状の前面は空力性能や騒音の削減に加え、衝突時のエネルギー吸収に優れたクラッシャブルゾーンを始めとした衝突保護システムを内蔵している。また、軽量アルミニウム合金を用いる事で104系からの軽量化が図られている。車内の座席配置は2 + 2人掛けのクロスシートを基本としており、全席とも充電用コンセントが備わっている。また、車内には情報案内用の大型スクリーンやトイレ、荷物棚が各車両に設けられている他、先頭車両のうち1両には供食設備（ビュッフェ）が設けられている。
各車両の台車には2次ばねに空気ばねが採用され、コイルばねが用いられている104系と比べて乗り心地の向上が図られている。また、これらの台車には三相誘導電動機が8基ずつ搭載され、駆動車軸へカルダンシャフトを介して動力が伝達される。集電装置（シングルアーム式パンタグラフ）は中間車体に1基ずつ搭載されている。これらの主電動機や補助電源装置、空気圧縮機などの各機器の状態、台車の温度の管理や異常の検知は「TCMS」と呼ばれるシステムによって行われる。また、104系と比較して、火災検知機の設置を始め安全性の向上が図られている。
2008年から製造が始まり、試運転を経て2011年6月から営業運転に投入されている。

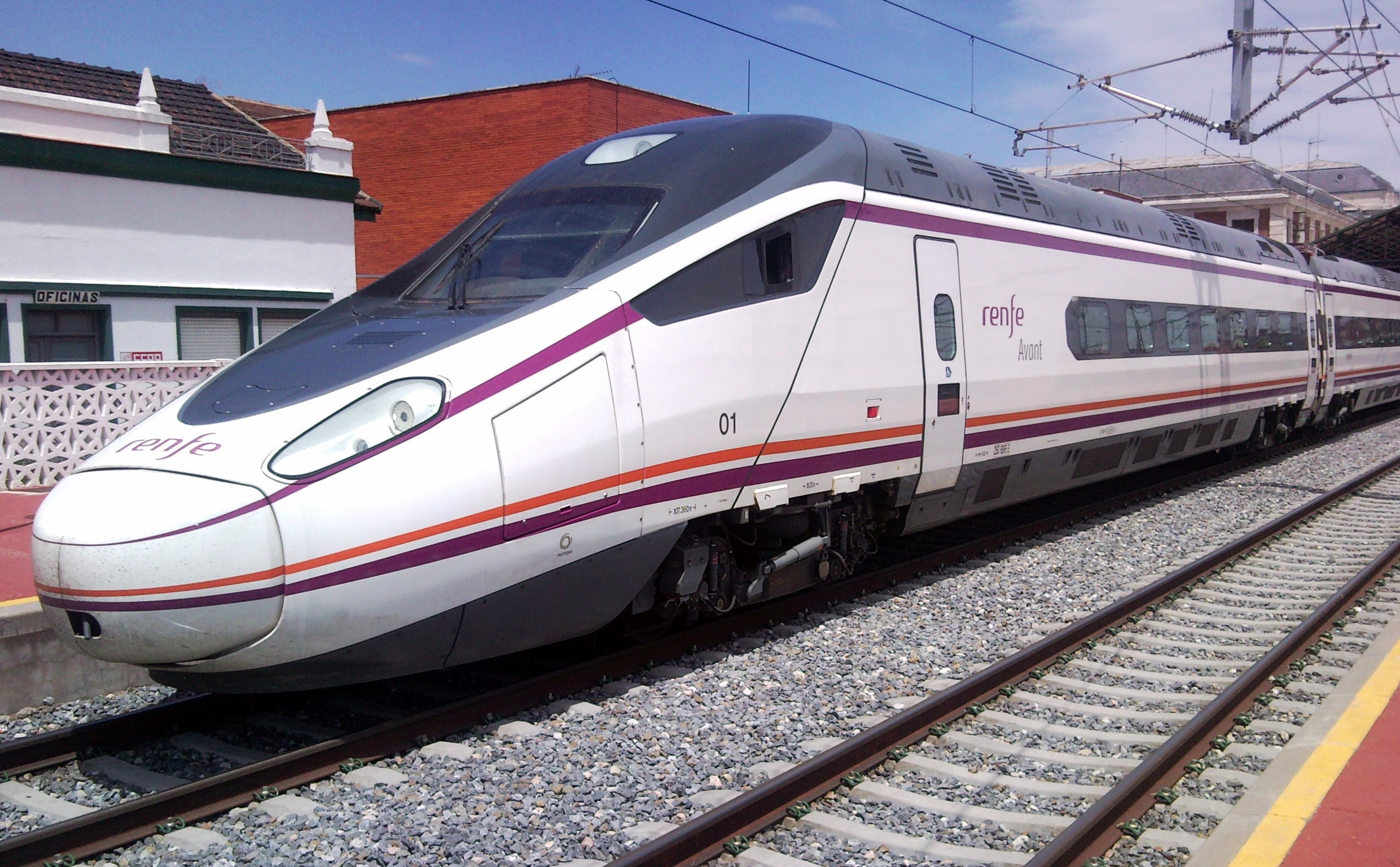
2011年撮影
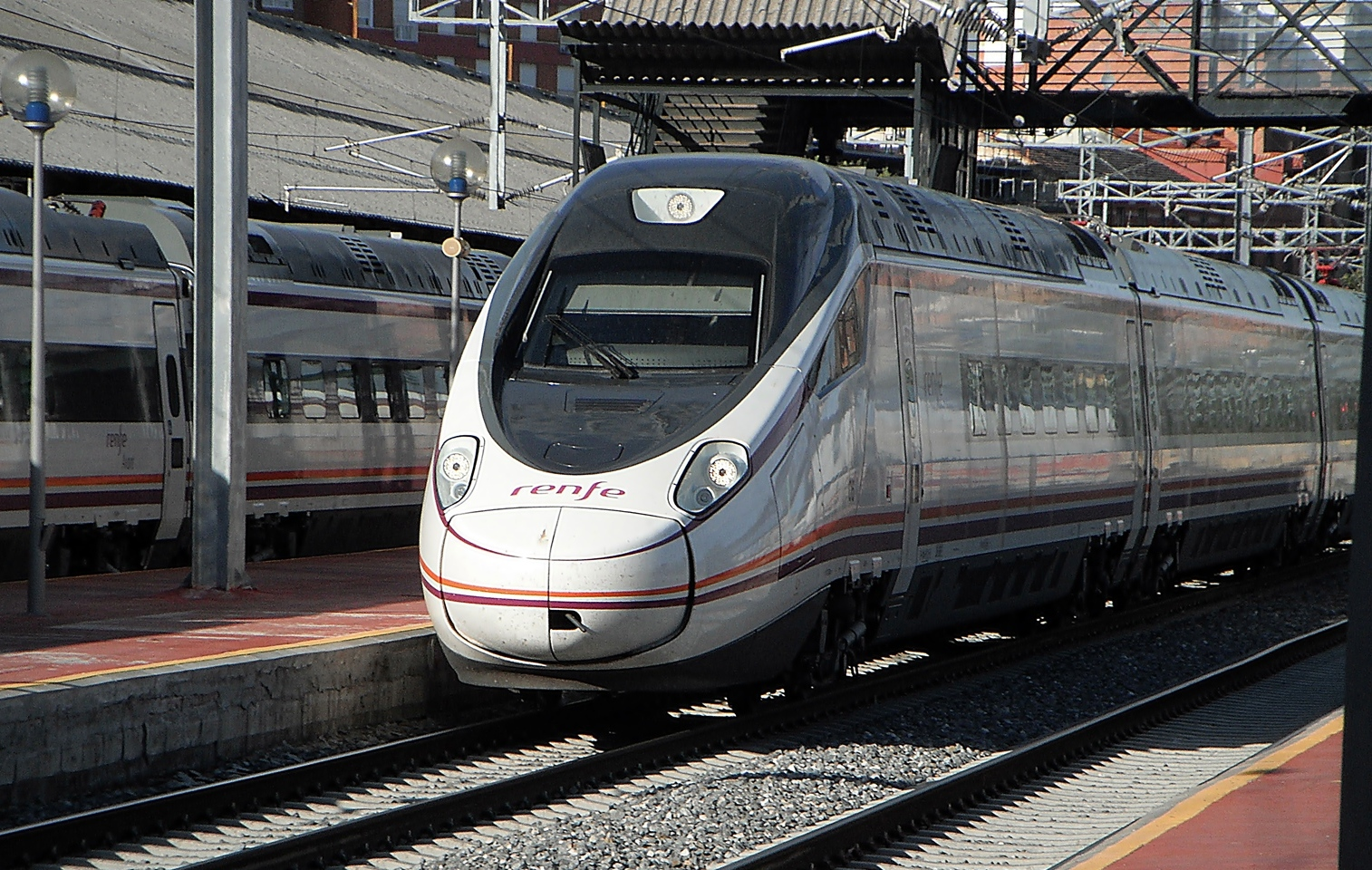
2011年撮影
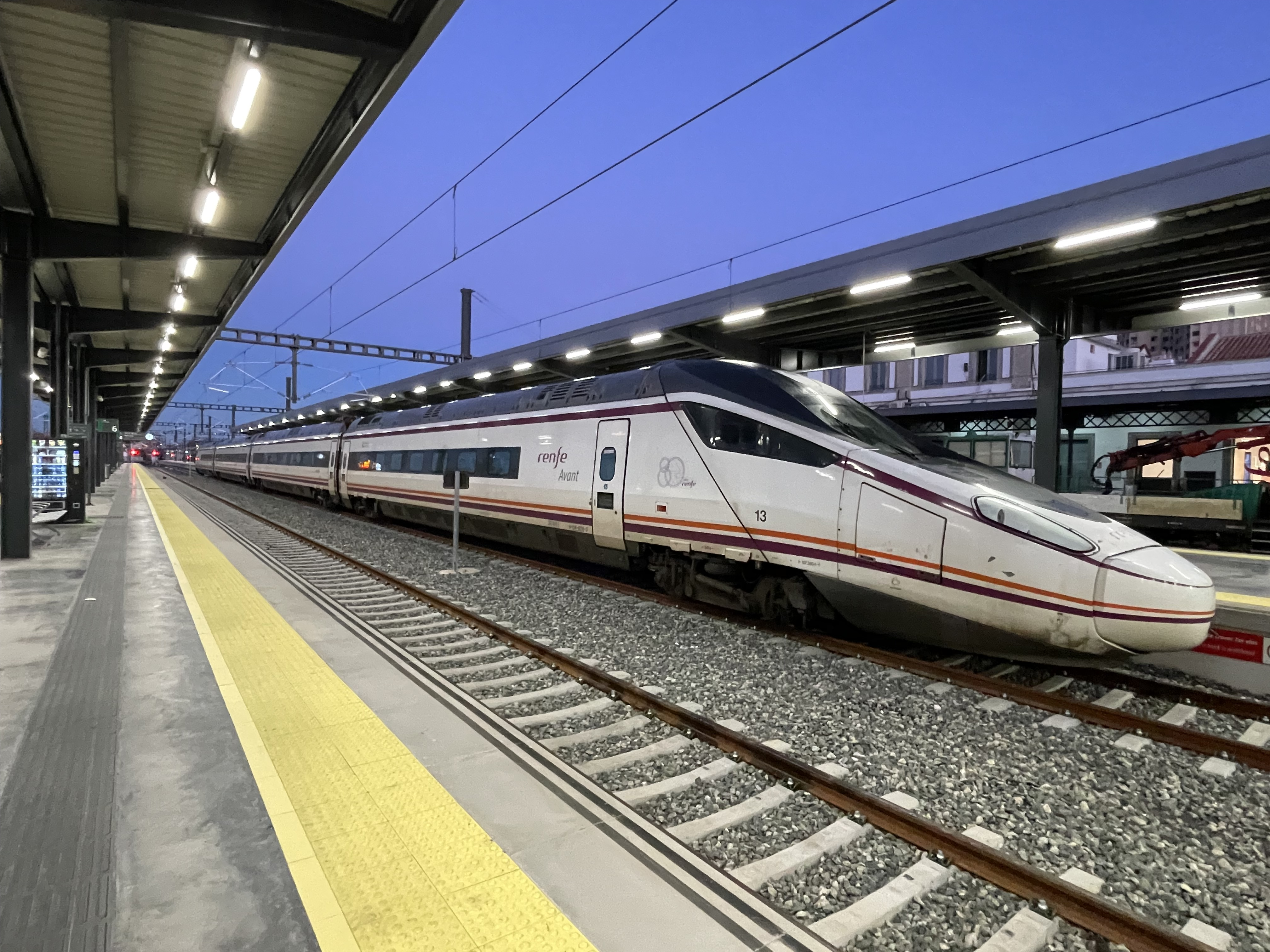
2021年撮影
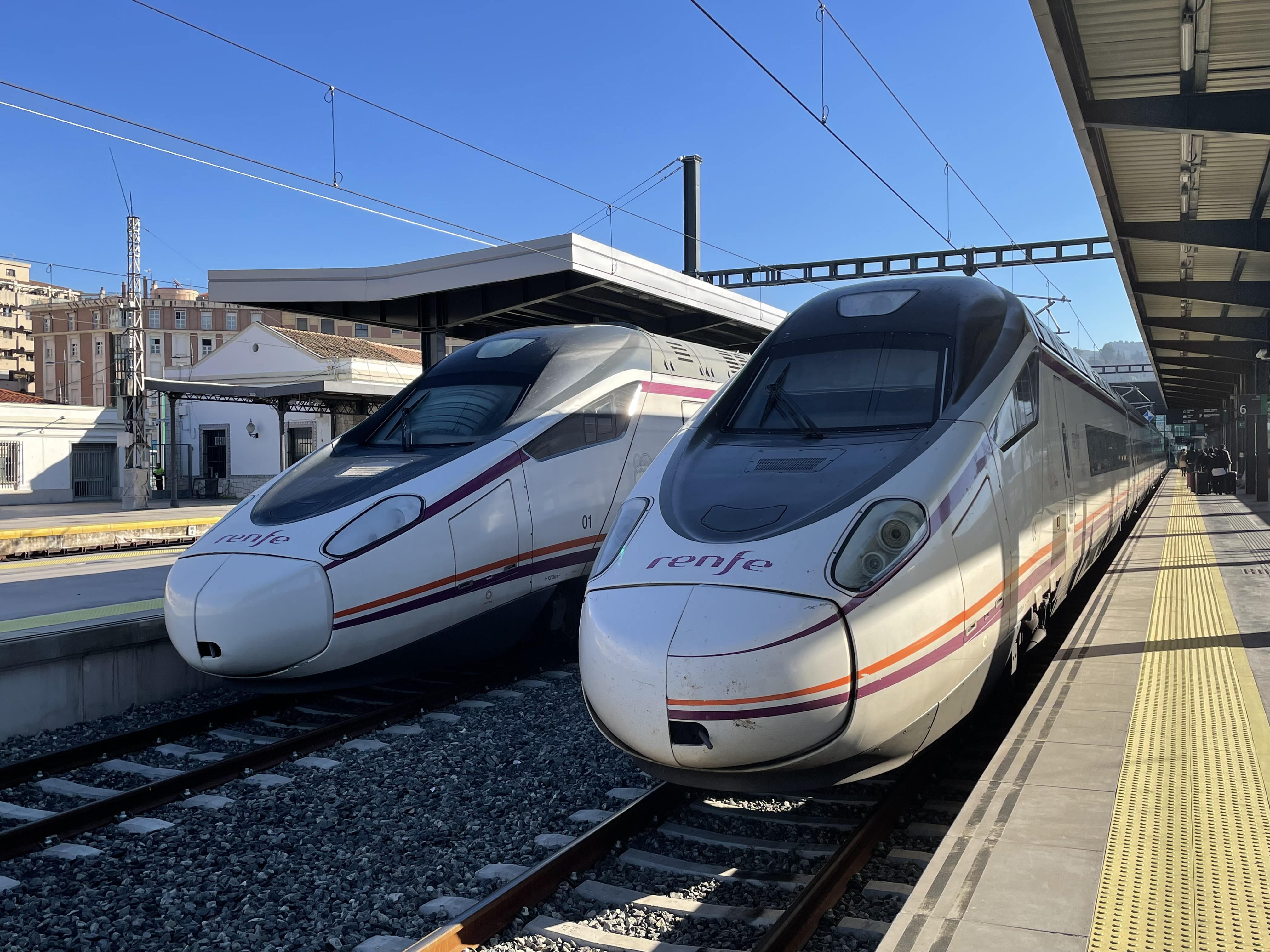
2021年撮影

## 事故
2024年10月19日、回送運転中の114系がアトーチャ・チャマルティン鉄道トンネル内部で脱線し横転する事故が発生した。車内に乗車していた整備員や運転士を始めとした乗務員に負傷者は発生しなかったものの、高速列車（AVE）の運休に加え、代替輸送に用いられた通勤列車（セルカニアス）の線路への不法侵入が起きた影響もあり、約17,000人の利用客に影響が及ぶ事態となった。

## 関連形式
- スペイン向け「ペンドリーノ」[6]

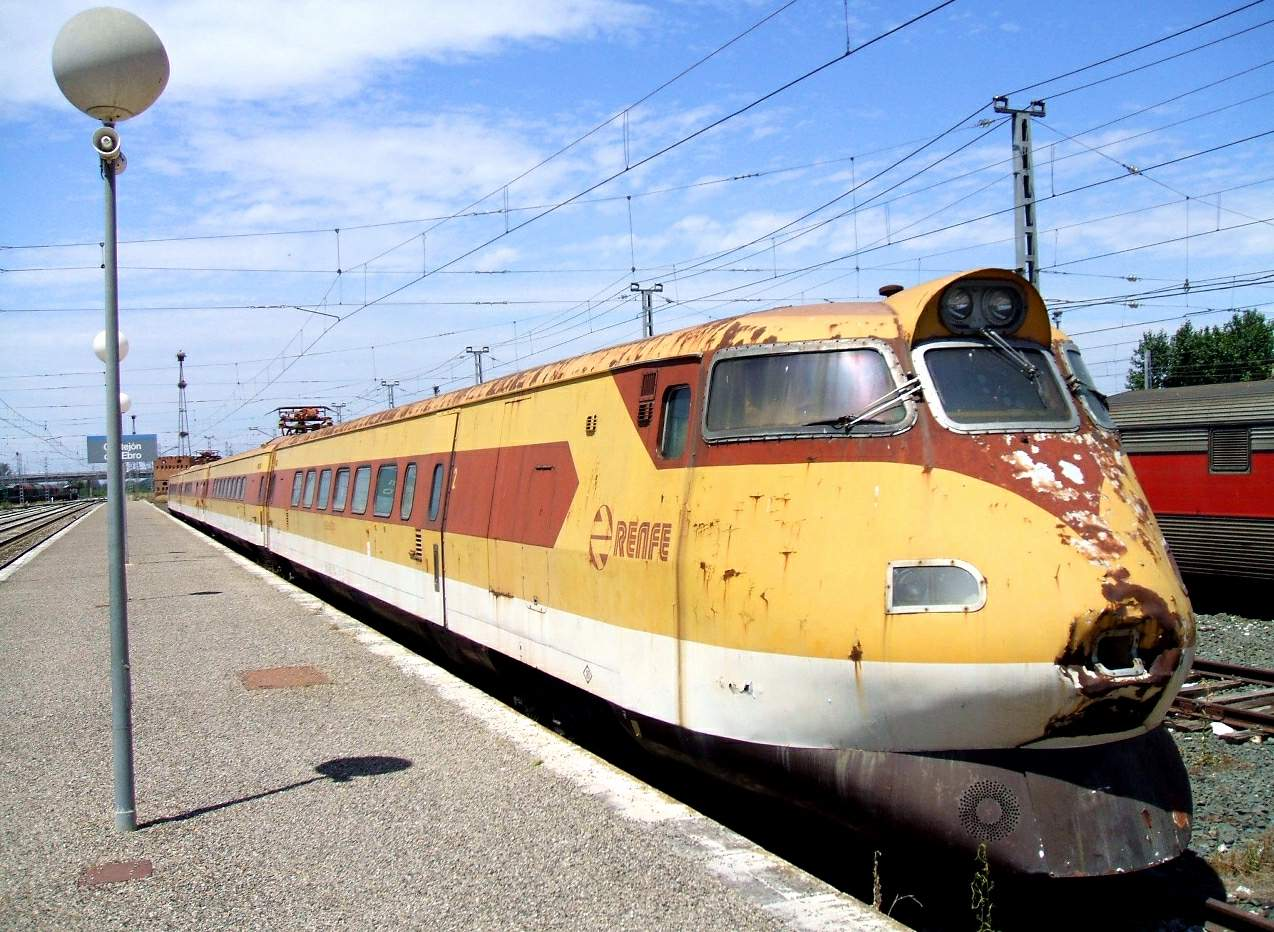
443系（スペイン語版） 軌間1,668 mm対応
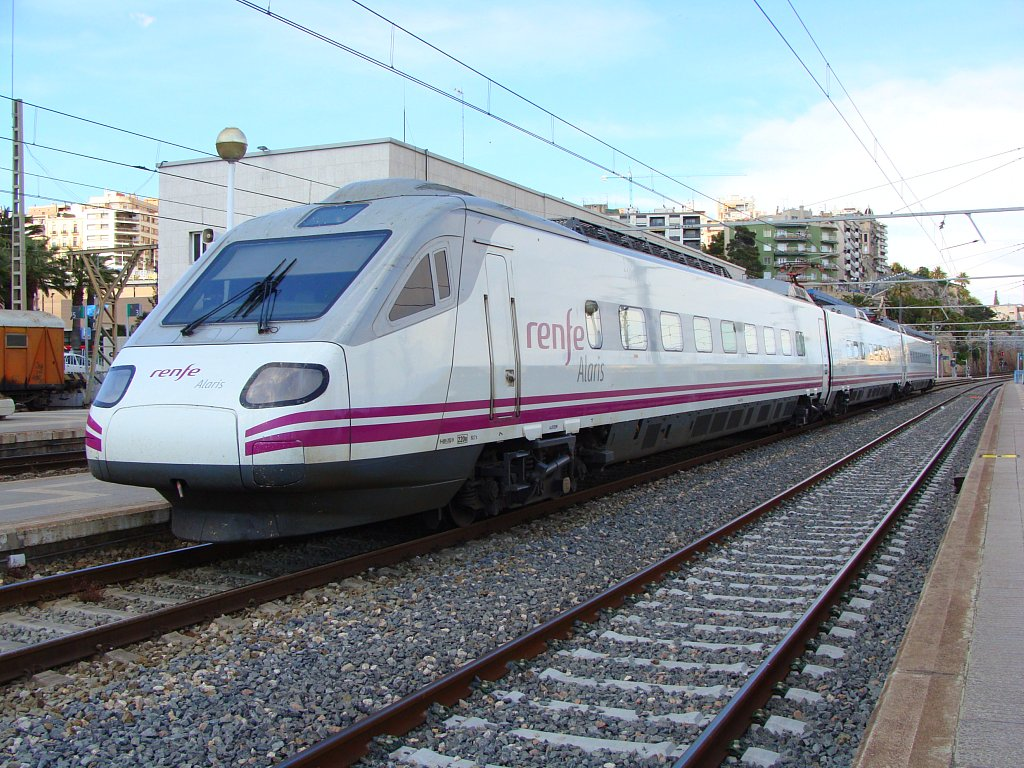
490系 軌間1,668 mm対応
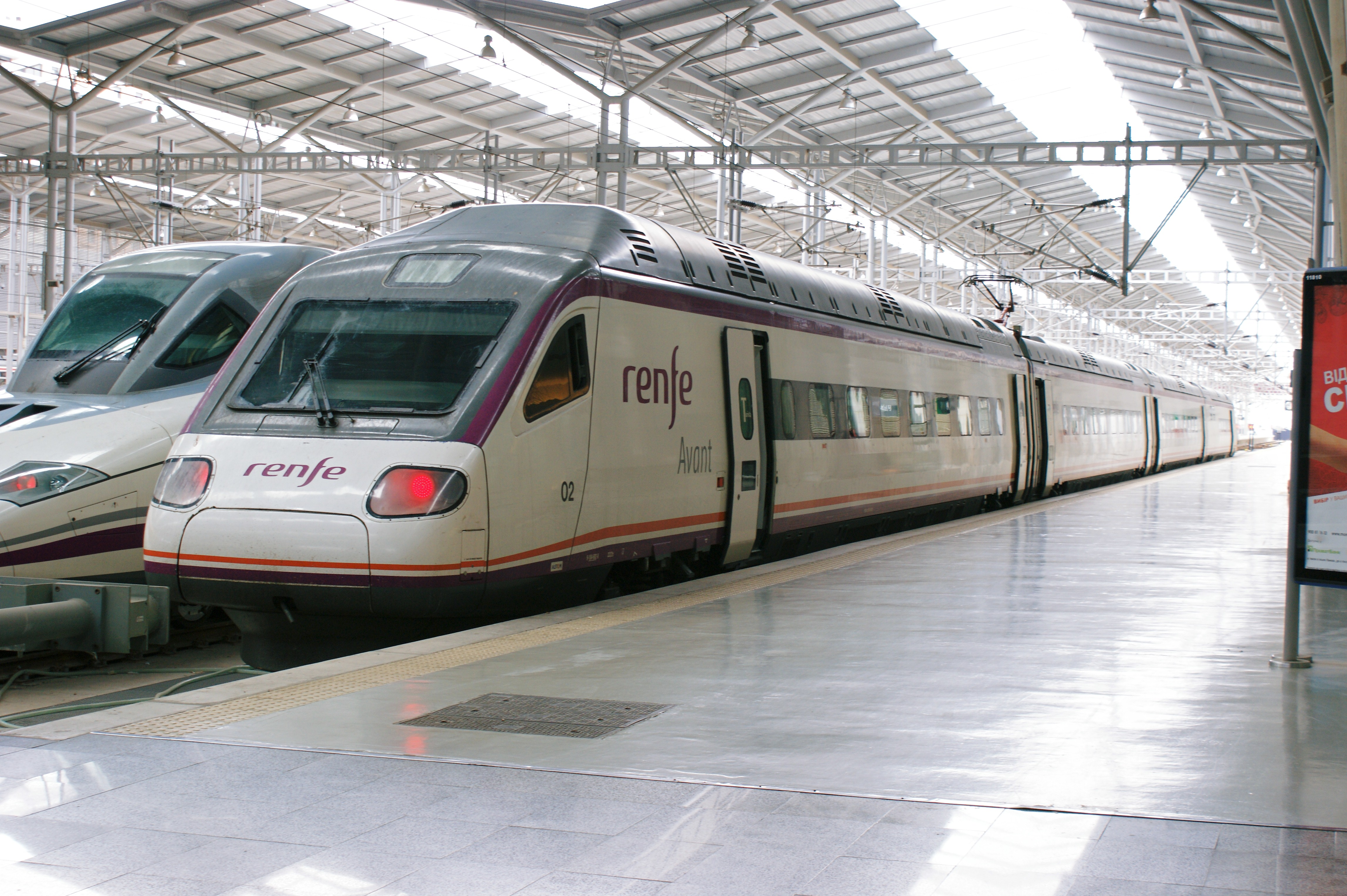
104系 軌間1,435 mm対応